# Schineria gobica
Schineria gobica är en tvåvingeart som beskrevs av Zimin 1947. Schineria gobica ingår i släktet Schineria och familjen parasitflugor. Inga underarter finns listade i Catalogue of Life.